# Aegus debatissei
Aegus debatissei es una especie de coleóptero de la familia Lucanidae. La especie fue descrita científicamente por Hughes Bomans en 1991.

## Distribución geográfica
Habita en Célebes (Indonesia).